# جبل عبيبي
جبل عبيبي (بالإنجليزية: Jebel Aabeby)‏ موقع أثري على بعد حوالي 2 كيلومتر (1.2 ميل) جنوب شرق صيدا، إلى الغرب من الطريق شمالًا إلى قريع في لبنان .  يقع الموقع على تل حيث تحيط عدد من أشجار الأرز بدير مار الياس على الجانب الغربي من القمة. تم جمع مجموعة ثقيلة من أدوات الصوان التي صنعتها ثقافة القرعون من العصر الحجري الحديث من بعض مصاطب الزيتون المتاخمة للطريق ومن منطقة فوقها تعطلت أثناء بناء مسار. الصوان كان بني اللون ، تم تطعيم بعضها بالأبيض بينما تم العثور على البعض الآخر طازجًا. تم العثور على العديد من الشفرات العريضة جنبًا إلى جنب مع الكاشطات الثقيلة على الرقائق ، والنوى الضخمة ، وعدد قليل من الكاشطات الأصغر. تمت دراسة المواد المخزنة الآن في متحف ما قبل التاريخ اللبناني من قبل هنري فليش ، الذي وصل إلى أن الموقع كان يستخدم على الأرجح كمصنع لعصور ما قبل التاريخ .